# Pont de Montvert - Sud Mont Lozère
Pont de Montvert - Sud Mont Lozère  est une commune française, située dans le département de la Lozère en région Occitanie.
De statut administratif commune nouvelle, elle est issue du regroupement le 1er janvier 2016 des communes de Fraissinet-de-Lozère, du Pont-de-Montvert et de Saint-Maurice-de-Ventalon.

## Géographie

### Localisation

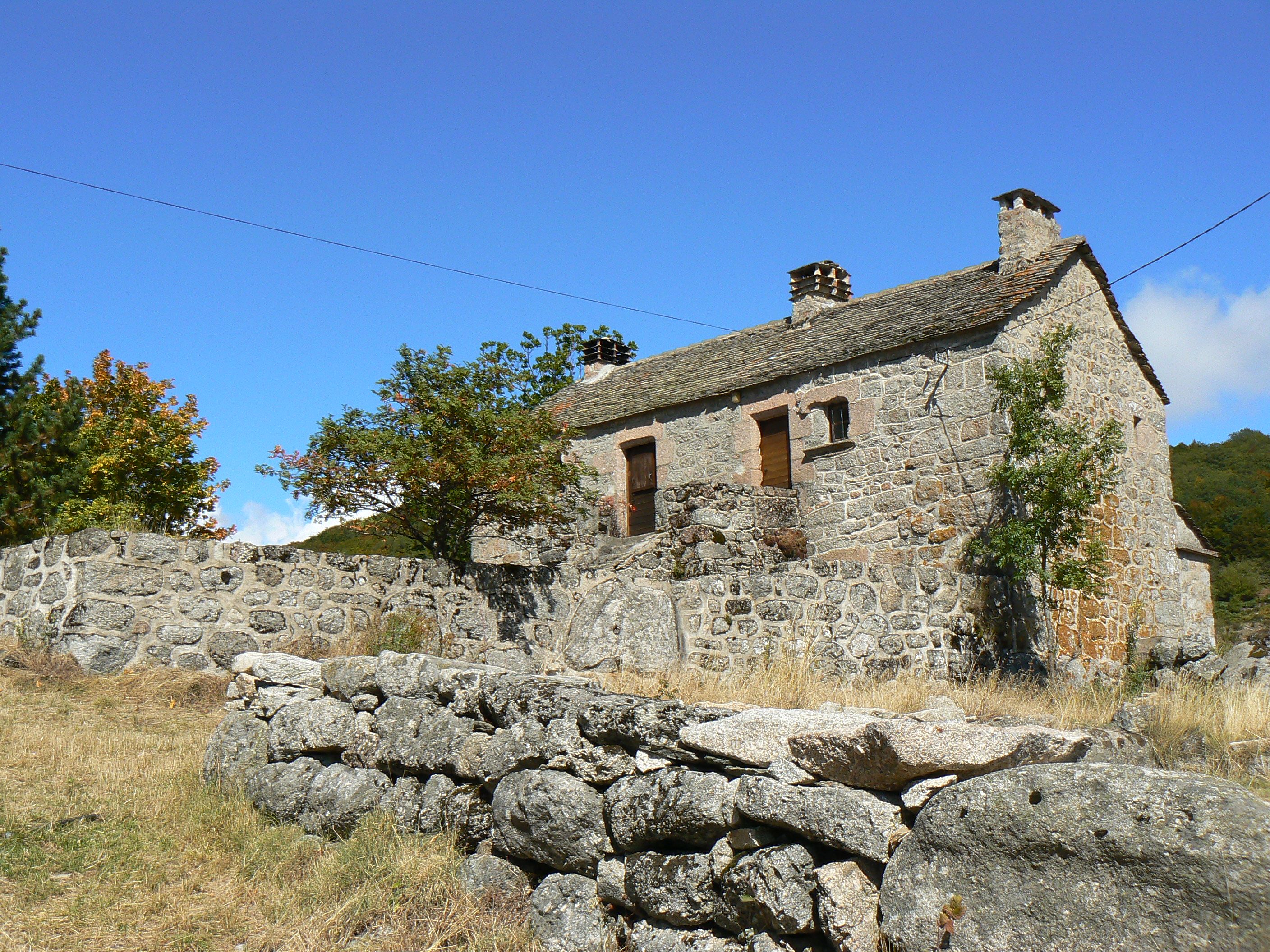
Saint-Maurice-de-Ventalon.

La commune est située dans le sud-est du département de la Lozère et est limitrophe du Gard. Elle est située sur le flanc sud du Mont Lozère. Il y a trois villages, à savoir Le Pont-de-Montvert, Fraissinet-de-Lozère et Saint-Maurice-de-Ventalon.

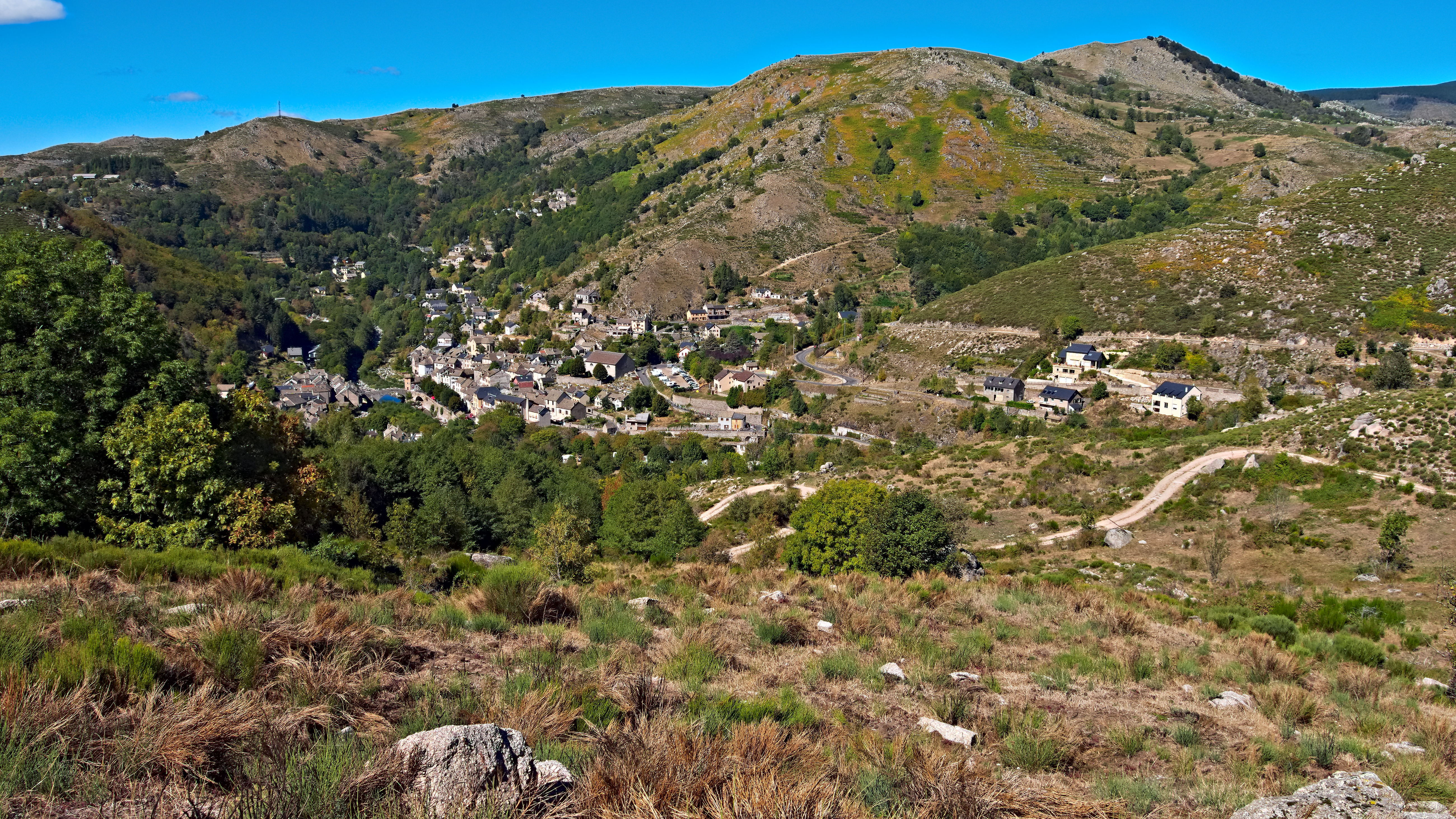
Le Pont-de-Montvert.

Le Pont-de-Montvert est le plus grand des trois villages, avec une population d'environ 300 habitants. Il tire son nom du pont de Montvert, un pont enjambant le Tarn, une rivière traversant le village. Situé sur le versant sud du Mont Lozère, Le Pont-de-Montvert possède une mairie, une église, un temple protestant, une école primaire et plusieurs petits commerces. Il constitue après Vialas le deuxième localité la plus importante des environs. Le village est notamment célèbre pour être l'un des foyers de la Guerre des Camisards. En effet, c'est là que l'abbé du Chayla fut tué le 24 juillet 1702.

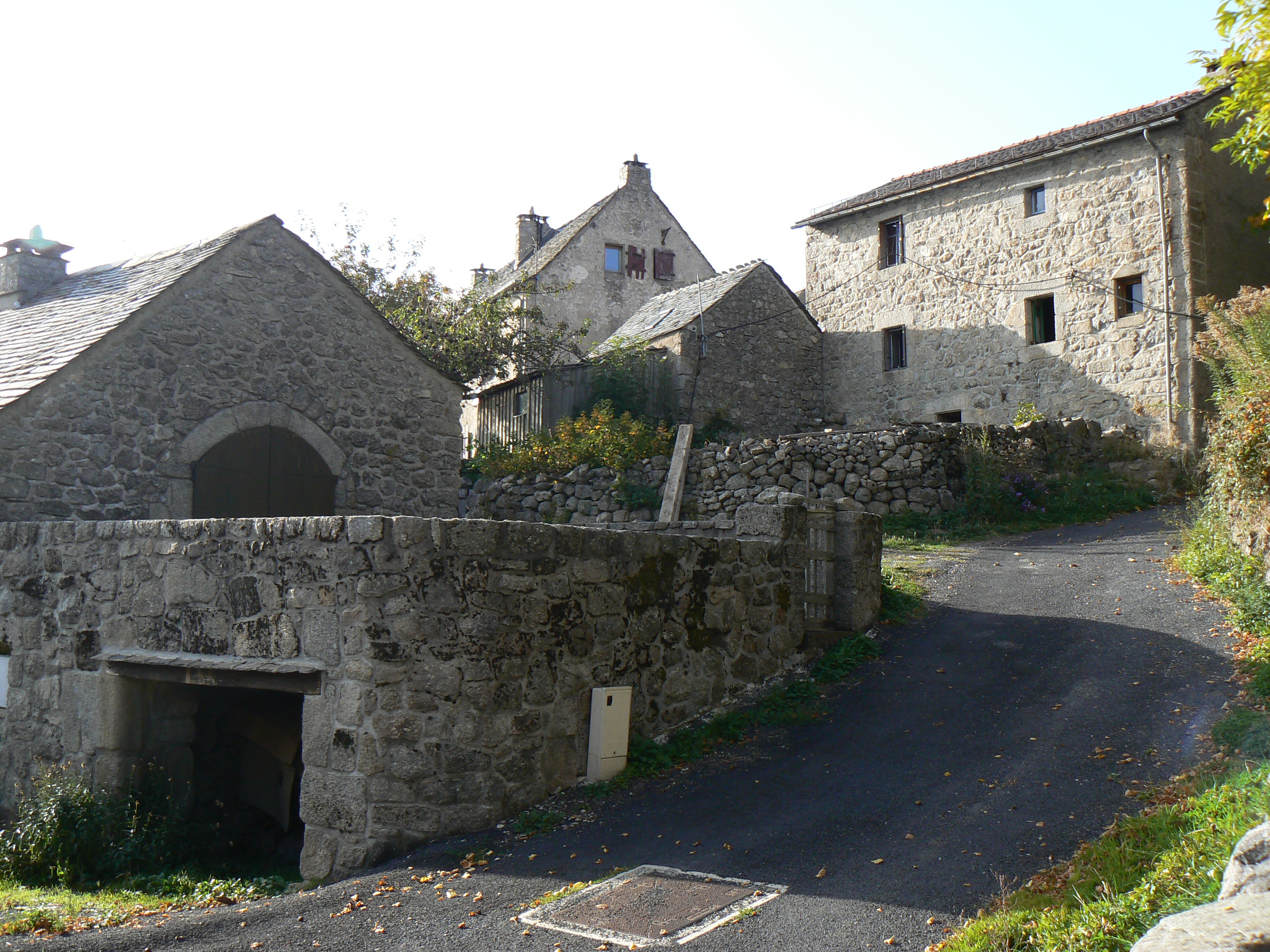
Fraissinet-de-Lozère.

Fraissinet-de-Lozère compte environ 200 habitants. Le village, situé sur le Mont Lozère, est situé à proximité de la cascade de Rûnes. C'est une petite localité rurale de montagne.
Saint-Maurice-de-Ventalon est le plus petit des trois villages, sa population n'étant que de 70 habitants environ. Situé entre Vialas et Le Pont-de-Montvert, il se trouve, comme son nom l'indique, près du signal de Ventalon. Le village est situé sur son versant nord. Sur son versant sud se trouve le village de Saint-Frézal-de-Ventalon (environ 150 habitants).

### Communes limitrophes
Les communes limitrophes sont Vialas, Concoules, Altier, Bédouès-Cocurès, Cassagnas, Cubières, Cubiérettes, Pourcharesses, Saint-André-de-Lancize, Les Bondons, Florac Trois Rivières, Cans et Cévennes, Saint-Privat-de-Vallongue, Ventalon en Cévennes et Mont Lozère et Goulet.
| Mont Lozère et Goulet                                    | Cubières, Cubiérettes              | Cubières, Altier, Pourcharesses                 |
| Les Bondons                                              | Pont de Montvert - Sud Mont Lozère | Concoules (Gard), Vialas                        |
| Bédouès-Cocurès, Florac Trois Rivières, Cans et Cévennes | Cassagnas, Saint-André-de-Lancize  | Ventalon en Cévennes, Saint-Privat-de-Vallongue |

### Climat
Pour des articles plus généraux, voir Climat de l'Occitanie et Climat de la Lozère.
En 2010, le climat de la commune est de type climat méditerranéen altéré, selon une étude s'appuyant sur une série de données couvrant la période 1971-2000. En 2020, Météo-France publie une typologie des climats de la France métropolitaine dans laquelle la commune est exposée à un climat de montagne ou de marges de montagne et est dans la région climatique Sud-est du Massif Central, caractérisée par une pluviométrie annuelle de 1 000 à 1 500 mm, minimale en été, maximale en automne.
Pour la période 1971-2000, la température annuelle moyenne est de 8,8 °C, avec une amplitude thermique annuelle de 15,9 °C. Le cumul annuel moyen de précipitations est de 1 510 mm, avec 10,1 jours de précipitations en janvier et 5,5 jours en juillet. Pour la période 1991-2020, la température moyenne annuelle observée sur la station météorologique installée sur la commune est de 9,7 °C et le cumul annuel moyen de précipitations est de 1 551,5 mm,. Pour l'avenir, les paramètres climatiques de la commune estimés pour 2050 selon différents scénarios d'émission de gaz à effet de serre sont consultables sur un site dédié publié par Météo-France en novembre 2022.
| Mois                                  | jan.           | fév.           | mars           | avril         | mai             | juin            | jui.          | août            | sep.          | oct.            | nov.           | déc.          | année     |
| ------------------------------------- | -------------- | -------------- | -------------- | ------------- | --------------- | --------------- | ------------- | --------------- | ------------- | --------------- | -------------- | ------------- | --------- |
| Température minimale moyenne (°C)     | −1,9           | −2,2           | 0,3            | 2,6           | 5,8             | 9               | 10,9          | 10,7            | 7,5           | 5,2             | 1,7            | −1            | 4,1       |
| Température moyenne (°C)              | 2,3            | 2,8            | 5,8            | 8,3           | 11,9            | 15,9            | 18,3          | 18,1            | 14            | 10,4            | 5,9            | 3,1           | 9,7       |
| Température maximale moyenne (°C)     | 6,6            | 7,7            | 11,3           | 14            | 18,1            | 22,8            | 25,8          | 25,6            | 20,5          | 15,6            | 10,2           | 7,2           | 15,5      |
| Record de froid (°C) date du record   | −23 15.01.1985 | −17 10.02.1986 | −16,5 01.03.05 | −7 05.04.1996 | −4,5 15.05.1995 | −0,8 08.06.1988 | 2,1 17.07.00  | −1,2 30.08.1993 | −4 29.09.1987 | −8,8 31.10.1997 | −14 27.11.1985 | −16 15.12.01  | −23 1985  |
| Record de chaleur (°C) date du record | 20,6 07.01.13  | 25,1 27.02.19  | 26 17.03.14    | 29 09.04.11   | 30,5 21.05.22   | 38 28.06.19     | 35,4 07.07.15 | 38,8 23.08.23   | 32,6 17.09.19 | 29,8 02.10.11   | 23,4 11.11.15  | 17,8 31.12.21 | 38,8 2023 |
| Précipitations (mm)                   | 134,3          | 93,7           | 97,8           | 150           | 131,8           | 85,9            | 56,8          | 63,4            | 149,8         | 201             | 237,2          | 149,8         | 1 551,5   |

## Urbanisme

### Typologie
Au 1er janvier 2024, Pont de Montvert - Sud Mont Lozère est catégorisée commune rurale à habitat très dispersé, selon la nouvelle grille communale de densité à sept niveaux définie par l'Insee en 2022.
Elle est située hors unité urbaine et hors attraction des villes,.

### Logement
En 2021, le nombre total de logements dans la commune était de 933, alors qu'il était de 868 en 2015 et de 819 en 2010.
Parmi ces logements, 31,9 % étaient des résidences principales, 63,4 % des résidences secondaires et 4,7 % des logements vacants. Ces logements étaient pour 83 % d'entre eux des maisons individuelles et pour 15,3 % des appartements.
Le tableau ci-dessous présente la typologie des logements à Pont de Montvert - Sud Mont Lozère en 2021 en comparaison avec celles de la Lozère et de la France entière. Une caractéristique marquante du parc de logements est ainsi une proportion de résidences secondaires et logements occasionnels (63,4 %) supérieure à celle du département (32,1 %) et à celle de la France entière (9,7 %). Concernant le statut d'occupation des résidences principales, 63,6 % des habitants de la commune sont propriétaires de leur logement (69,9 % en 2015), contre 65,5 % pour la Lozère et 57,5 pour la France entière.
| Typologie                                               | Pont de Montvert - Sud Mont Lozère | Lozère | France entière |
| ------------------------------------------------------- | ---------------------------------- | ------ | -------------- |
| Résidences principales (en %)                           | 31,9                               | 58,1   | 82,2           |
| Résidences secondaires et logements occasionnels (en %) | 63,4                               | 32,1   | 9,7            |
| Logements vacants (en %)                                | 4,7                                | 11,7   | 8,1            |

### Risques majeurs
Le territoire de la commune de Pont de Montvert - Sud Mont Lozère est vulnérable à différents aléas naturels : météorologiques (tempête, orage, neige, grand froid, canicule ou sécheresse), inondations, feux de forêts, mouvements de terrains et séisme (sismicité faible). Il est également exposé à un risque particulier : le risque de radon. Un site publié par le BRGM permet d'évaluer simplement et rapidement les risques d'un bien localisé soit par son adresse soit par le numéro de sa parcelle.

#### Risques naturels
Certaines parties du territoire communal sont susceptibles d’être affectées par le risque d’inondation par débordement de cours d'eau, notamment le Tarn, le Luech et le Rieutort. La commune a été reconnue en état de catastrophe naturelle au titre des dommages causés par les inondations et coulées de boue survenues en 1982, 1992, 1994, 2003, 2008, 2011, 2014, 2020 et 2024,.
Pont de Montvert - Sud Mont Lozère est exposée au risque de feu de forêt. Un plan départemental de protection des forêts contre les incendies (PDPFCI) a été approuvé en décembre 2014 pour la période 2014-2023. Les mesures individuelles de prévention contre les incendies sont précisées par divers arrêtés préfectoraux et s’appliquent dans les zones exposées aux incendies de forêt et à moins de 200 mètres de celles-ci. L’arrêté du 23 mars 2018, complété par un arrêté de 2020, réglemente l'emploi du feu en interdisant notamment d’apporter du feu, de fumer et de jeter des mégots de cigarette dans les espaces sensibles et sur les voies qui les traversent sous peine de sanctions. L'arrêté du 23 août 2021, abrogeant un arrêté de 2002, rend le débroussaillement obligatoire, incombant au propriétaire ou ayant droit,,.

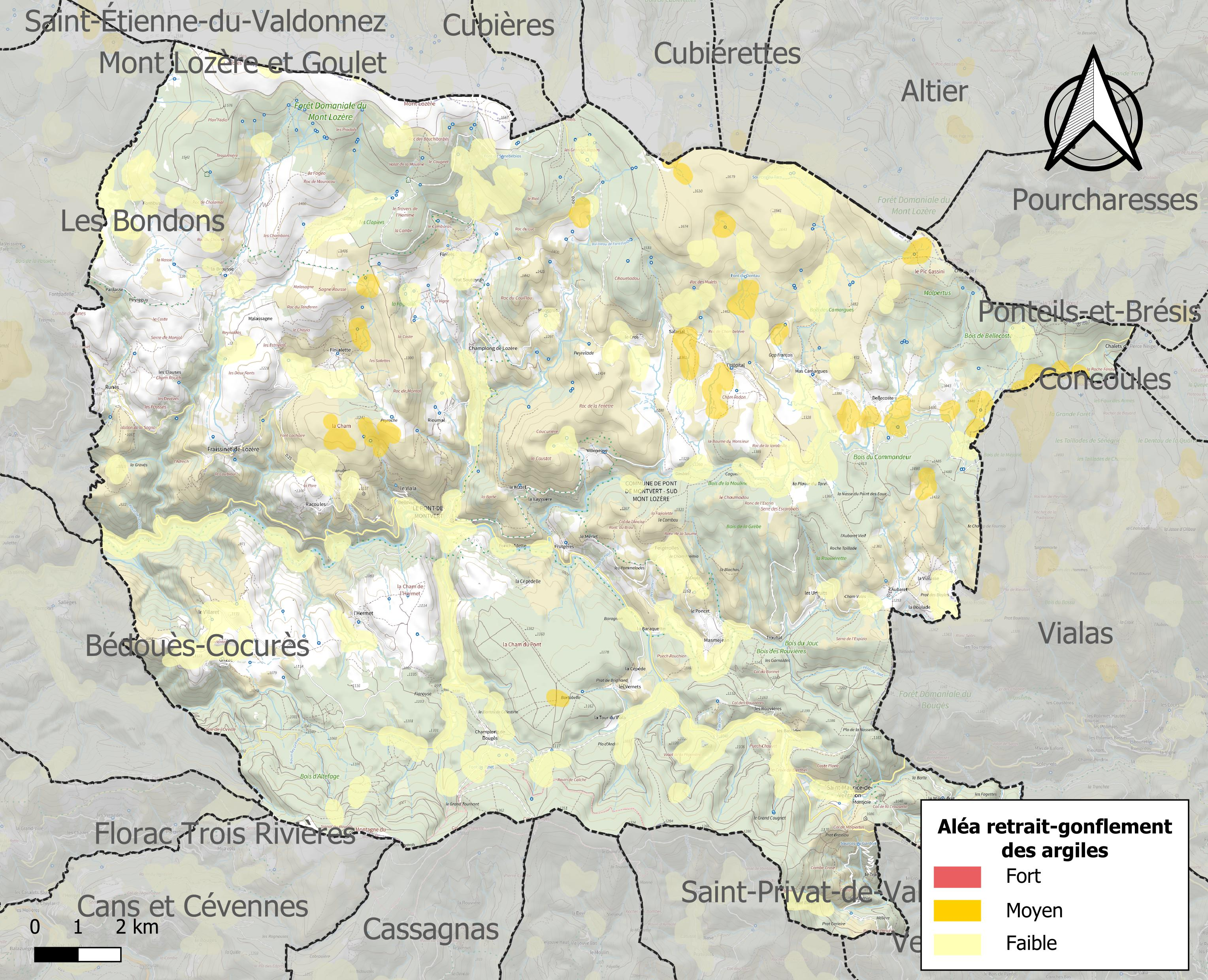
Carte des zones d'aléa retrait-gonflement des sols argileux de Pont de Montvert - Sud Mont Lozère.

Les mouvements de terrains susceptibles de se produire sur la commune sont des éboulements, chutes de pierres et de blocs.
Le retrait-gonflement des sols argileux est susceptible d'engendrer des dommages importants aux bâtiments en cas d’alternance de périodes de sécheresse et de pluie. 2 % de la superficie communale est en aléa moyen ou fort (15,8 % au niveau départemental et 48,5 % au niveau national). Sur les 712 bâtiments dénombrés sur la commune en 2019, 6 sont en aléa moyen ou fort, soit 1 %, à comparer aux 14 % au niveau départemental et 54 % au niveau national. Une cartographie de l'exposition du territoire national au retrait gonflement des sols argileux est disponible sur le site du BRGM,.
Par ailleurs, afin de mieux appréhender le risque d’affaissement de terrain, l'inventaire national des cavités souterraines permet de localiser celles situées sur la commune.

#### Risque particulier
Dans plusieurs parties du territoire national, le radon, accumulé dans certains logements ou autres locaux, peut constituer une source significative d’exposition de la population aux rayonnements ionisants. Certaines communes du département sont concernées par le risque radon à un niveau plus ou moins élevé. Selon la classification de 2018, la commune de Pont de Montvert - Sud Mont Lozère est classée en zone 3, à savoir zone à potentiel radon significatif.

## Histoire
Du Moyen Âge à la Révolution française, la région fait partie du comté du Gévaudan.
La région fut fortement marquée par la révolte des Camisards (1702-1704). C'est d'ailleurs au Pont-de-Montvert que débuta réellement la révolte. En effet, un groupe de paysans protestants venant de Saint-André-de-Lancize pénétra armé dans le village le 24 juillet 1702 dans l'objectif de délivrer les otages de l'abbé du Chayla. Ce dernier tenta de s'échapper par une fenêtre, mais fut tué par les insurgés.
Les villages du Pont-de-Montvert, Fraissinet-de-Lozère et Saint-Maurice-de-Ventalon sont érigés en chefs-lieux communaux en 1790.
Créée par un arrêté préfectoral du 8 décembre 2015, elle est issue du regroupement des trois communes de Fraissinet-de-Lozère, du Pont-de-Montvert et de Saint-Maurice-de-Ventalon qui deviennent des communes déléguées. Son chef-lieu est fixé au Pont-de-Montvert,.

## Politique et administration

### Liste des maires
| Période | Période  | Identité       | Étiquette | Qualité       |
| ------- | -------- | -------------- | --------- | ------------- |
| 2016    | 2020     | Alain Jaffard  | DVG       | Fonctionnaire |
| 2020    | En cours | Stéphan Maurin |           | Enseignant    |

### Communes déléguées
| Nom                         | Code Insee | Intercommunalité               | Superficie (km2) | Population (dernière pop. légale) | Densité (hab./km2) |
| --------------------------- | ---------- | ------------------------------ | ---------------- | --------------------------------- | ------------------ |
| Le Pont-de-Montvert (siège) | 48P05      | CC des Cévennes au Mont Lozère | 90,25            |                                   |                    |
| Fraissinet-de-Lozère        | 48066      | CC des Cévennes au Mont Lozère | 38,58            |                                   |                    |
| Saint-Maurice-de-Ventalon   | 48172      | CC des Cévennes au Mont Lozère | 38,51            |                                   |                    |

## Population et société

### Démographie

#### Évolution démographique
L'évolution du nombre d'habitants est connue à travers les recensements de la population effectués dans la commune depuis sa création.

En 2022, la commune comptait 537 habitants, en évolution de −9,6 % par rapport à 2016 (Lozère : +0,11 %, France hors Mayotte : +2,11 %).
| 2014 | 2019 | 2022 |
| ---- | ---- | ---- |
| 593  | 562  | 537  |

#### Pyramide des âges
La population de la commune est plus âgée qu'au niveau départemental. En 2021, le taux de personnes d'un âge inférieur à 30 ans s'élève à 26,8 %, soit un taux inférieur à la moyenne départementale (29,3 %). Le taux de personnes d'un âge supérieur à 60 ans (35,4 %) est supérieur au taux départemental (33,8 %).
En 2021, la commune comptait 283 hommes pour 262 femmes, soit un taux de 51,93 % d'hommes, supérieur au taux départemental (49,73 %).
Les pyramides des âges de la commune et du département s'établissent comme suit :
| Hommes | Classe d’âge | Femmes |
| ------ | ------------ | ------ |
| 1,1    | 90 ou +      | 1,6    |
| 8,2    | 75-89 ans    | 8,9    |
| 25,8   | 60-74 ans    | 25,3   |
| 19,9   | 45-59 ans    | 23,7   |
| 16,1   | 30-44 ans    | 16     |
| 15,8   | 15-29 ans    | 9      |
| 13,1   | 0-14 ans     | 15,6   |

| Hommes | Classe d’âge | Femmes |
| ------ | ------------ | ------ |
| 1      | 90 ou +      | 2,8    |
| 9,1    | 75-89 ans    | 11,8   |
| 21,6   | 60-74 ans    | 21,1   |
| 21,5   | 45-59 ans    | 20,2   |
| 16,3   | 30-44 ans    | 15,9   |
| 15,5   | 15-29 ans    | 13,6   |
| 15     | 0-14 ans     | 14,6   |

## Enseignement
Le Pont-de-Montvert dispose d'une école maternelle et élémentaire publique. Collège de rattachement : collège du Trenze à Vialas.

## Culture locale et patrimoine

### Lieux et monuments
- Col de la Croix-de-Berthel (1 088 m).
- Vestiges du temple protestant de Grizac.

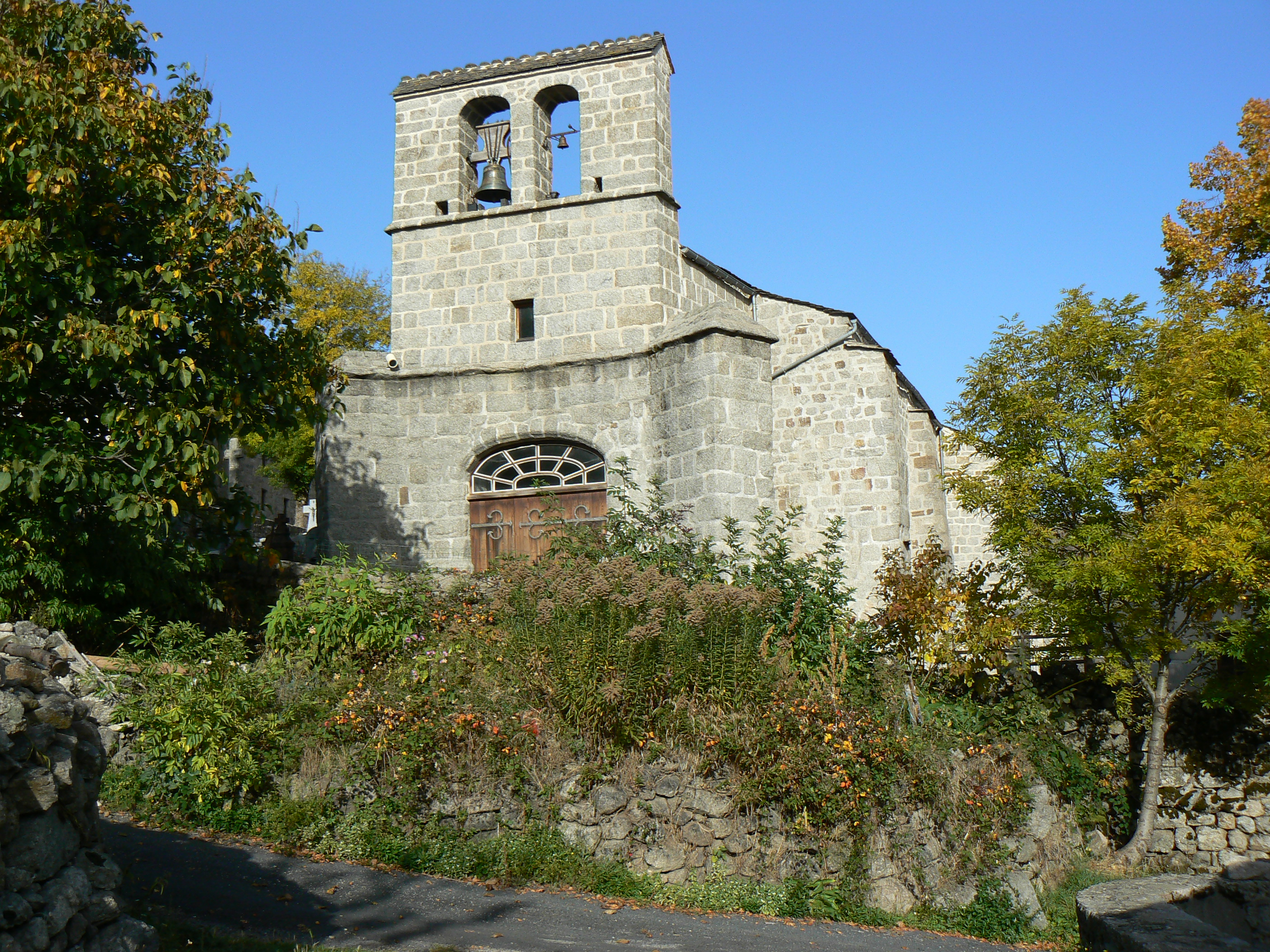
Église de l'Immaculée-Conception de Fraissinet-de-Lozère.

#### Fraissinet-de-Lozère
- La cascade de Rûnes, impressionnante chute d'eau d'une hauteur de 70 m sur la rivière Miral ou Rûnes,
- L'église de l'Immaculée-Conception de Fraissinet-de-Lozère datant du XIIIe siècle.

#### Le Pont-de-Montvert

##### Bâtiments et lieux publics remarquables
- Dans le sud de la commune, le château de Grizac datant du XIIIe siècle (actuellement propriété privée) est classé monument historique[24].
- Pont de Montvert, pont inscrit au titre des monuments historiques.

##### Bâtiments religieux

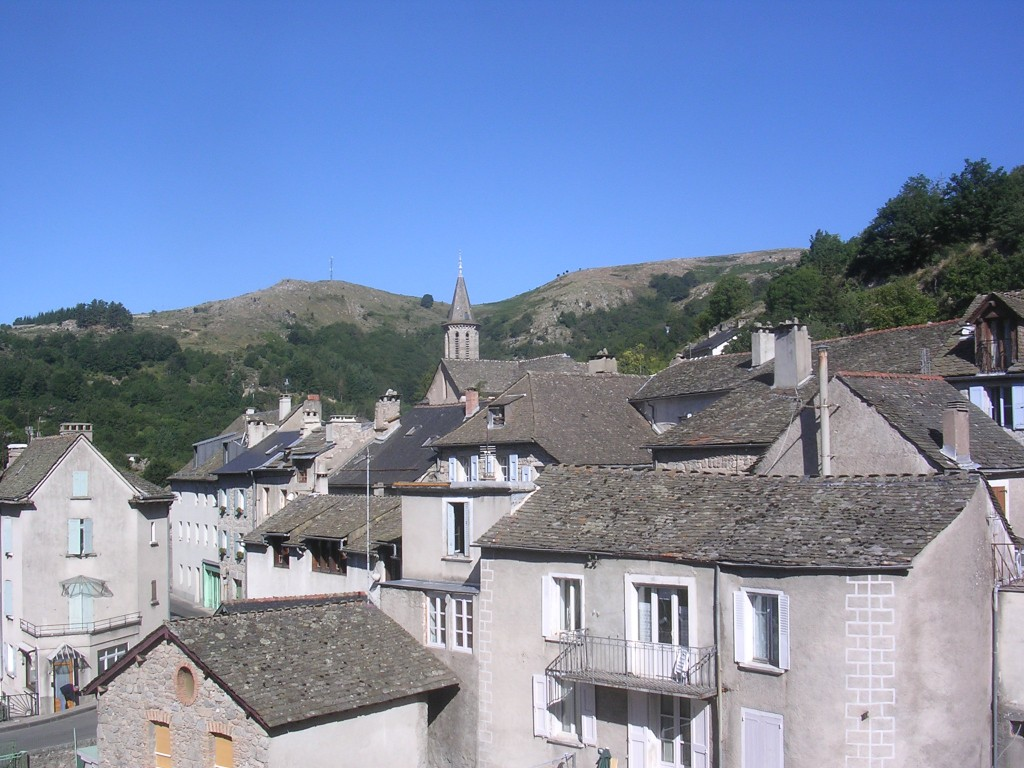
Le Pont-de-Montvert : l'église.

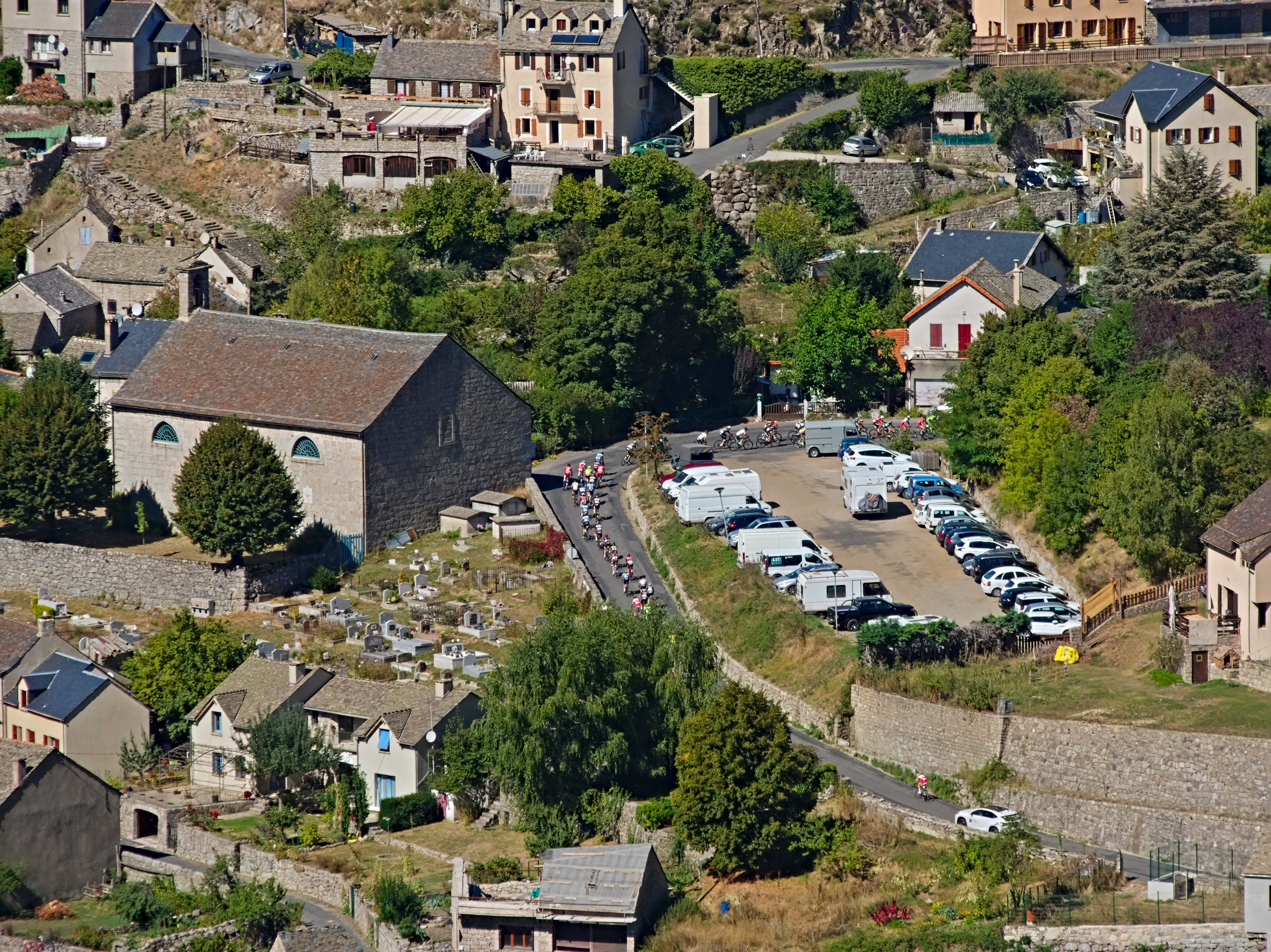
Le Pont-de-Montvert : le temple protestant.

- Un temple (Temple protestant de L’Église Unie, rue du Temple).
- L'église de l'Immaculée-Conception du Pont-de-Montvert.

##### Musée
L'écomusée, se trouvait au Pont-de-Montvert, à la Maison du mont Lozère. Le musée a fermé , les collections d’objets collectés auprès de la population se trouvent de ce fait entreposées dans des caisses et donc non exposées depuis de nombreuses années.

#### Saint-Maurice-de-Ventalon
- Gisement gallo-romain.
- Temple de l’Église protestante unie de France de Saint-Maurice-de-Ventalon

### Personnalités liées à la commune
- Laurent Servière, né au Pont-de-Montvert en 1759, mort à Mende (Lozère) le 1er mai 1799, homme politique, membre de la Convention nationale.